# 斯基納河
斯基納河（英語：Skeena River）是加拿大卑詩省的第二長河。
自古以來，斯基納河一直是重要的交通大動脈。當地的兩個部落，「Tsimshian」和「Gitxsan」，其名稱在當地語言中的意義分別為「斯基納河內」和「斯基納河人」。前者居住在斯基納河下游，後者則佔據斯基納河上游的土地。
斯基納河及其流域的魚類、野生動物和植被種類繁多，而當地部落亦依賴該河為生。奥米尼卡淘金热期间，斯基納河上開始通行汽船，从入海口駛向哈澤爾頓，後者為通往金礦區的必由之路。
哈德遜灣公司在卑詩省辛普森港上建立了一個主貿易站。截至1834年，有9個Tsimshian部落在此定居。

## 地理
斯基納河發源於卑詩省西北部的斯帕齊齊高原郊野省立公園南部，與斯蒂金河支流克拉潘河形成分水嶺。斯基納河自發源地流出570（350英里）後流經查塔姆海峽和奧格登海峽，經迪克森海峽東部，最後流入太平洋。斯基納河年平均流速1,760立方每秒（62,000立方英尺每秒）。

## 漁業
斯基納河以其適於垂釣而聞名，其中鮭魚為其最著名的魚種。
斯基納河對漁業也非常重要。斯基納河每年產出500萬條產卵鮭魚，僅次於加拿大弗雷澤河（出產紅鮭）。然而，由於過度捕撈，一些魚類的數量已有所減少，這促成了目前斯基納河的限捕規定。
- 下表列出斯基納河出產的太平洋鮭。

| 中文     | 英文           | 學名                     |
| -------- | -------------- | ------------------------ |
| 帝王鮭   | Chinook salmon | Oncorhynchus tshawytscha |
| 大麻哈魚 | Chum salmon    | Oncorhynchus keta        |
| 銀鮭     | Coho salmon    | Oncorhynchus kisutch     |
| 粉紅鮭   | Pink salmon    | Oncorhynchus gorbuscha   |
| 紅鮭     | Sockeye salmon | Oncorhynchus nerka       |